# 蔡體遠
蔡體遠（英語：John Cai Ti-yuan；1920年12月25日—1997年11月24日；聖名：若望），是天主教中國籍神父，中國天主教愛國會自選自聖汕頭教區主教（1981年-1997年）。

## 生平
蔡體遠出生於1920年12月25日，在中華民國廣東省揭西新榕洛田壩。1936年，他16歲時入讀揭陽聖伯多祿修院。1945年，轉到英屬香港華南總修院修讀神哲學。1949年2月，蔡體遠在29歲時於香港宗座代牧區晉鐸。其後，他返回中國服務和傳教。
1949年10月1日，中國共產黨在中國大陸地區建立中華人民共和國，並開始針對天主教進行宗教迫害及打壓，教會已經無法正常功能。1966年至1979年的文化大革命期間，教區所有宗教活動停止。1980年代初，汕頭教區續步恢復運作。
1981年，由中國政府控制的組織中國天主教愛國會推行和政府強迫下，汕頭教區未獲教宗准許，自選自聖蔡體遠為汕頭教區主教。同年9月27日，蔡體遠由山東濟南總教區自選自聖主教宗懷德主禮，四川嘉定教法主教鄧及洲和廣州總教區自選自聖主教葉蔭雲襄禮自選自聖晉牧。事後，因蔡體遠在未獲得時任教宗若望保祿二世准許，自選自聖違反《天主教法典》被絕罰。
蔡體遠擔任自選自聖主教期間，曾先後自選自聖襄禮晉牧在1989年的鍾全璋為廣東嘉應教區自選自聖主教，1990年的林秉良為廣州總教區自選自聖主教和1991年的鄭長誠為福建福州總教區主教。1986年至1992年間獲選為中國天主教愛國會副主席，並於1992年擔任中國天主教主教團副主席。
1997年11月24日，蔡體遠神父在中國廣東省汕頭逝世，享年77歲。

## 外部連結
- 怀念蔡体远(若望)主教-天堂网：网上纪念馆 （页面存档备份，存于）